# 1990 en santé et médecine
| Années de la santé et de la médecine : 1987 - 1988 - 1989 - 1990 - 1991 - 1992 - 1993    |
| Décennies de la santé et de la médecine : 1960 - 1970 - 1980 - 1990 - 2000 - 2010 - 2020 |

Cet article présente les faits marquants de l'année 1990 en santé et médecine.

## Événements
Joseph Murray et Donnall Thomas reçoivent le Prix Nobel de physiologie ou médecine pour « leurs découvertes concernant les transplantations d'organes et cellulaires pour le traitement des maladies humaines ».

## Décès
- 21 décembre : Medard Boss (né en 1903), psychiatre suisse.